# Liam Broady
Liam Tarquin Broady (født 4. januar 1994 i Stockport, Storbritannien) er en professionel tennisspiller fra Storbritannien.